# Station Doloplazy
Station Doloplazy (Tsjechisch: Železniční zastávka Doloplazy, Duits vroeger: Doloplas) is een station in de Tsjechische gemeente Doloplazy. Het station ligt aan spoorlijn 301 (die van Nezamyslice, via Prostějov, naar Olomouc loopt). Het station is onder beheer van de SŽDC en wordt bediend door stoptreinen van de České Dráhy.
Nezamyslice ↔ Doloplazy ↔ Pivín ↔ Čelčice ↔ Bedihošť ↔ Prostějov hlavní nádraží ↔ Vrahovice ↔ Kraličky ↔ Vrbátky ↔ Blatec ↔ Kožušany ↔ Nemilany ↔ Olomouc-Nové Sady ↔ Olomouc hlavní nádraží